# Абдразаков, Талгатбек Абдрахманович
Талгатбек Абдрахманович Абдразаков (1920—2015) — советский хозяйственный, государственный и политический деятель, профессор, доктор экономических наук.

## Биография
Родился в 1920 году близ Баянула. Член ВКП(б).
Участник Великой Отечественной войны.
С 1946 года — на хозяйственной, общественной и политической работе.
С 1952 по 1954 — первый секретарь ЦК ЛКСМ Казахстана, избирался Депутатом Верховного Совета СССР.
В 1946—1952 и 1954—1999 гг. — лектор, заместитель заведующего отделом пропаганды и агитации Карагандинского обкома партии, секретарь Гурьевского горкома партии, аспирант в Академии общественных наук при ЦК КПСС.
Заведующий кафедры политической экономии в Карагандинском педагогическом институте, ректор Казахского кооперативного института, декан экономического факультета Карагандинского государственного университета.
Избирался депутатом Верховного Совета СССР 4-го созыва.
Умер 4 февраля 2015 года.